# Mila Schiavo
Mila Schiavo (Rio de Janeiro, 11 de outubro de 1968) é uma percussionista, produtora e empresária brasileira.
É Graduada em percussão pela Berklee College of Music (Boston/EUA), Mestrado em Administração pela PUC RJ e MBAs em Gestão Pública e Agenciamento Cultural pela Fundação CECIERJ – SEC/RJ e em Gestão Empresarial pela PUC/RJ.
Se mudou para os Estados Unidos em 1990 para cursar a faculdade e depois da graduação em 1994, foi morar em Nova Iorque para atuar como musicista freelancer. Em NYC também trabalhou como gerente assistente no estúdio Room with a View e durante o período que esteve trabalhando no local, foram mixados os álbuns Ozzmosis do Ozzy Ozzy Osbourne e Nascimento do Milton Nascimento.
Como músico acompanhante (percussionista), trabalhou nos EUA com artistas e orquestras como Bebel Gilberto, Idina Menzel, Brooklyn Philharmonic e com o produtor Nelson Motta, fez parte da banda do Festival Lincoln Center outdoors que recebeu os artistas Patricia Marx, Antonio Adolfo e Leila Pinheiro
Voltou ao Brasil no fim de 1999 para entrar em turnê, como percussionista da cantora Virgínia Rodrigues.
Pioneira na divulgação e ensino da percussão no Rio de Janeiro, foi produtora do Festival de Percussão da UERJ no ano 2000, o primeiro no gênero no Rio de Janeiro e fundou no mesmo ano a primeira escola de percussão e bateria da cidade, a Maracatu Brasil.
Ao longo da carreira, já atuou como percussionista junto a artistas como Barão Vermelho, Caetano Veloso, Titãs, Leny Andrade, Guilherme Arantes, Maurício Mattar, entre outros. Também foi percussionista do Roupa Nova, atuando na gravação dos DVDs RoupAcústico e RoupAcústico 2 e da tour de lançamento. Em 2022 voltou em uma única apresentação com a banda e foi convidada a participar do DVD Roupa Nova 40 Anos. A pedido do grupo montou um grupo de percussão formado só por mulheres.
Em 2021 foi Vencedora do FOCA, edital/prêmio da Secretaria de Cultura do Município do Rio de Janeiro com o projeto infantil Visitinha nas Artes. O projeto teve como foco a musicalização Infantil.
Atualmente, Mila possui diversos trabalhos. É percussionista dos grupos Choro na Praça, Samba de Varanda e Samba da Cajueira. Em 2023, gravou o primeiro DVD do cantor Dalto que teve a participação de Paulinho Moska, Tico Santa Cruz, Nico Rezende e Marcos Sabino. O trabalho será lançado em junho de 2024.
Além de fazer trabalhos na Cidade das Artes, é diretora artística do Música para Crescer, um projeto de ensino musical do Instituto Mãos Unidas.
Como coordenadora de coral, desde 2018 organiza a Oficina de Canto Coral Canto das Artes que atualmente está no Barra Garden Shopping.
Tem um programa de ensino de música voltado para alunos estrangeiros e produz projetos internacionais:
- The Brazilian Virtual Choir Lab (Laboratório de Coral Virtual Brasileiro)
- Bossa Nova BootCamp, programas online de imersão cultural na música brasileira voltado para alunos estrangeiros, que tem alunos da Austrália, EUA, França, Holanda, Itália e Brasil.[6]
- Brazilian Music Experience - Coordena o programa de música brasileira que recebe alunos estrangeiros para uma imersão de estudos e cultura no Rio de Janeiro.[7]

Em 2022, foi convidada pela Liga Independente das Escolas de Samba do Rio de Janeiro a ser julgadora de Bateria no desfile das escolas de samba da divisão principal do carnaval carioca, começando a atuar desde o referido ano. Atribuiu-se erroneamente à Mila o posto de primeira mulher a ser julgadora de Bateria na história do Carnaval do Rio de Janeiro, mas anteriormente Carmem Silvia Moretzsohn Rocha já havia sido julgadora do quesito, no carnaval de 1997. Em seu primeiro ano de atuação, ocorreram problemas técnicos que prejudicaram a escuta nas cabines julgadoras.
Em 2022, aferiu dez notas "10" de doze possíveis. Em 2023, foi alvo de críticas do jornalista de celebridades Leo Dias por ter dado nota 10 para todas as agremiações no quesito Bateria no desfile do Grupo Especial do Rio de Janeiro, sob acusação de ter ido "para curtir". O jornalista não leu as justificativas para entender o motivo das notas 10.
Em 2024, aferiu 9 notas "10" de doze possíveis, o que é normal para o quesito bateria.